# روبرت بيترسن
روبرت بيترسن (بالإنجليزية: Robert Petersen)‏ هو متزلج سريع أمريكي، ولد في 2 سبتمبر 1914، وتوفي في 1 أكتوبر 2000.

## وصلات خارجية
- روبرت بيترسن على موقع أوليمبيديا (الإنجليزية)